# Élise de Vère
Constance Élise de Vère, née en 1879 à Bruxelles et morte en novembre 1966 en Suisse, est une actrice d'origine britannique, ayant fait carrière en France au début du XXe siècle

## Biographie

### Jeunesse et famille
Élise de Vère est la fille de deux artistes. Son père Herbert Gardiner Shakespeare Williams De Vère, né à Londres en 1843, connu sous le nom de scène Charles de Vère ou Charles Devere, est à la fois fabricant de matériel pour illusionnistes et illusionniste lui-même. Il a travaillé successivement à Londres, puis à Bruxelles en 1878, et finit par s'installer à Paris en 1892. Sa mère, Julia Ferrett, née à Sturminster en 1852 et apparue sur scène sous le pseudonyme d'Okita, meurt à Paris en 1916. Remarié avec une dénommée Isabelle de Portugal, Charles de Vère s'éteint en 1931 à Étrépagny. Tout comme sa première femme, il est inhumé au cimetière des Batignolles.
Élise de Vère a de nombreux frères et sœurs : Claude Williams de Vère (née en 1874), Caroline Florence de Vère (1875-1901), Cyril de Vere (née en 1881), Camille de Vère (1885-1909), Clairette de Vère (née en 1886) et Clémentine de Vère (1888-1973), prestidigitatrice qui joue dans certains spectacles sous le pseudonyme de Ionia,.

### Carrière
Il n'est pas exclu qu’Élise de Vère soit apparue dans les premières années sous le nom de Connie de Vère. Le nom mal orthographié Elsie de Vere apparaît aussi de temps en temps.
Vers 1900, Élise de Vère travaille à Paris, où elle remporte la deuxième place derrière Jeanne Dortzal dans un concours de beauté au Théâtre-Olympique. De nombreux enregistrements, en particulier au studio Reutlinger, la présentent comme une jeune et séduisante star de la scène,. Élise de Vère apparaît occasionnellement à Berlin et à Vienne. En 1903 et 1904, elle joue le rôle de Mademoiselle Fifine dans une pièce de Broadway, Red Feather de Florenz Ziegfeld, à New York. Aux États-Unis, son nom s'écrit Elise de Vere ou Elise De Vere.
Tout en conservant la citoyenneté britannique, Élise de Vère a Paris comme résidence principale. Restée célibataire jusqu'en décembre 1917, elle se marie soudainement, à Newark, avec l'homme d'affaires Frank Joseph Goldsoll (de),, avec lequel elle vivait au 60, avenue du Bois-de-Boulogne. Américain naturalisé français en 1916, Frank Goldsoll est alors impliqué dans une affaire de corruption en France, qui se soldera par un non-lieu en 1922. Les deux époux restent mariés jusqu'à la mort de Goldsoll dans le canton de Vaud, en décembre 1934,. On perd la trace d'Élise de Vère après cette date.